# Коелгинское сельское поселение
Ко́елгинское се́льское поселе́ние — муниципальное образование в Еткульском районе Челябинской области Российской Федерации. В рамках административно-территориального устройства муниципальное образование  соответствует административно-территориальной единице Коелгинский сельсовет.
Административный центр — село Коелга.

## История
Статус и границы сельского поселения установлены Законом Челябинской области от 16 ноября 2004 года № 310-ЗО «О статусе и границах Еткульского муниципального района и сельских поселений в его составе».

## Население
| 2002  | 2010  | 2011  | 2012  | 2013  | 2014  | 2015  |
| ----- | ----- | ----- | ----- | ----- | ----- | ----- |
| 5115  | ↘5008 | ↗5009 | ↘4957 | ↘4872 | ↘4796 | ↘4771 |
| 2016  | 2017  | 2018  | 2019  | 2020  | 2021  | 2023  |
| ↘4754 | ↘4699 | ↘4673 | ↘4661 | ↘4660 | ↗5053 | ↘5019 |

## Состав сельского поселения
| № | Населённый пункт | Тип населённого пункта       | Население |
| - | ---------------- | ---------------------------- | --------- |
| 1 | Долговка         | село                         | ↘440      |
| 2 | Коелга           | село, административный центр | ↗4048     |
| 3 | Погорелка        | деревня                      | ↗501      |
| 4 | Ямки             | деревня                      | ↘74       |